# PLATO (комп'ютерна система)

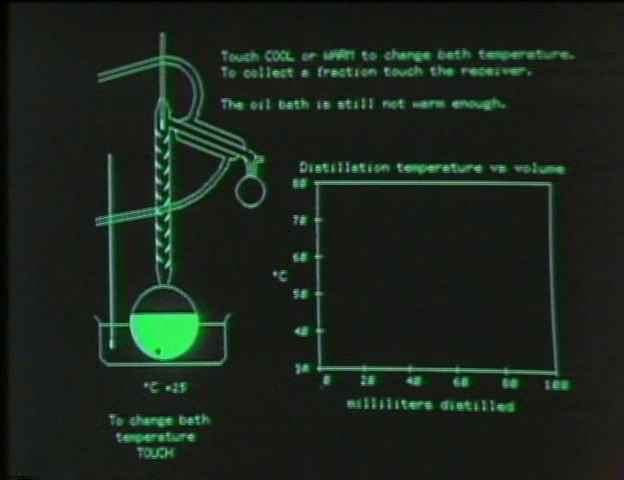
Програма симуляції фракційної дистиляції, запущена у системі PLATO

Programmed Logic for Automated Teaching Operations (PLATO, укр. Програмний алгоритм для автоматизованих операцій викладання) — перша система електронного навчання (спочатку працювала на комп'ютері ILLIAC I), до кінця 70-х років складалася з кількох тисяч терміналів по всьому світу і більше десятка мейнфреймів, з'єднаних загальною комп'ютерною мережею. Система PLATO була розроблена в Університеті Іллінойсу належним чином у 40 років. Вона була спочатку створена для виконання простих курсових робіт студентами університету Іллінойсу, місцевими школярами і студентами ряду інших університетів. На даний момент[коли?] існує кілька працюючих систем, які є нащадками PLATO.
Реалізацією проекту системи PLATO займалася Control Data Corporation (CDC) — вона виробляла комп'ютери, на яких працювала ця система. Президент корпорації Вільям Норріс (англ.) Планував, що система PLATO стане важливою силою в комп'ютерному світі, проте висновок системи на ринок виявився неуспішним. Остання працює система була відключена в 2006 році (всього через місяць після смерті Норріса), але за цей час завдяки PLATO були введені такі базові поняття як форум, онлайн-тестування, електронна пошта, чат, миттєве повідомлення, віддалений робочий стіл, розрахована на багато користувачів гра. Саме для комп'ютерів PLATO в 1973 році була створена перша гра c тривимірною графікою Spasim a також вперше адаптовані такі відомі ігри, як Маджонг і Солітер.

## Передумови до створення
До прийняття в 1944 році закону, який дозволяв ветеранам Другої світової війни безкоштовно навчатися в коледжі, вищу освіту могли отримувати тільки деякі жителі США. До початку 50-х років почався значний ріст кількості студентів і перед керівництвом інститутів встала серйозна проблема навчання все зростаючої кількості людей. Вони вирішили, що якщо комп'ютерна автоматизація дозволяє збільшувати обсяги виробництва на фабриках, її також можна використовувати і в галузі навчання. У 1957 році СРСР запускає Супутник-1 — перший штучний супутник Землі, — що спонукає уряд США вкладати більше грошей в розвиток науки і інженерного навчання. У 1958 році відділ наукових досліджень ВВС США проводить конференцію, присвячену комп'ютерного навчання в Пенсильванському університеті; ряд корпорацій, зокрема IBM, представили свої дослідження.

## Створення
У 1959 році Чалмерс Шервин, фізик Університету штату Іллінойс запропонував створити комп'ютеризовані системи навчання декану інженерного коледжу - Вільяму Еверетту, який, в свою чергу, рекомендував Даніелю Альперт, іншому фізику, скликати нараду з цього питання, запросивши інженерів, системних адміністраторів, математиків і психологів . Через кілька тижнів після першої зустрічі нараду не зуміло прийти до спільного висновку, як повинна бути влаштована система і її дизайн. Альперт торкнувся цього питання в розмові з лаборантом Дональдом Бітцер, який в результаті вирішив розробити демо-версію системи.
Сьогодні Битцер вважається «батьком» системи PLATO, і визнає, що для того, щоб забезпечити якісне комп'ютерне освіту, хороші графічні можливості були не потрібні (в той час швидкість друкування на телетайпу 10 символів в секунду було нормою). У 1960 році система PLATO вперше стала доступна на комп'ютері ILLIAC I; для роботи на ньому додавався телевізор як дисплей і спеціальна клавіатура для навігації і роботою з меню. У 1961 році була розроблена PLATO II, яка була орієнтована на роботу двох користувачів одночасно.
Учасники проекту були переконаний в цінності цих систем, і PLATO допрацьовувалася і удосконалювалася з 1963 по 1969 роки. PLATO III дозволяв користувачам при створенні нових модулів уроків використовувати мову програмування TUTOR, розроблений аспірантом біології Паулем Тенцзаром в 1967 році. PLATO III міг одночасно запускати до 20 програм з уроками і використовувався в Іллінойському університеті в Урбана-Шампейн, де можна було входити в систему через призначені для користувача термінали.

## PLATO IV
Створення PLATO I, II і III фінансувалися малими грантами фонду Військово-воздушних сил і Військово-морського флоту США. На той час PLATO III вже перебував в активній експлуатації. У 1967 році національний науковий фонд США надав команді розробників стійке фінансування, яке дозволило Бітцер створити власну наукову лабораторію комп'ютеризованих навчання (CERL) для подальшої розробки та вдосконалення системи.
У 1972 році була розроблена система PLATO IV, яка мала ряд інновацій - таких, як помаранчева плазмова панель, розроблена Бітцер. Вона включала в себе пам'ять і функції растрової графіки. Плазмовий дисплей підтримував можливість швидкої відтворення векторних ліній. Він працював на швидкості 1260 бод, відображаючи 60 рядків або 180 символів в секунду. Дисплей мав формат 512x512 бітів; отрисовка вектор графіки і символів здійснювалася логікою, захистом в апаратне забезпечення. Користувачі могли створити свої власні символи, що дозволяло використовувати графіку растрового зображення. Стиснене повітря приводив в рух селектор зображення, який працював за принципом мікрофільмування. Кольорові зображення проектувалися на екран під програмним контролем. Дисплей PLATO IV також мав сітку інфрачервоної сенсорної панелі розміром 16х16, що дозволяло студентам відповідати на питання дотиком пальця в будь-якому місці екрану. Також можна було підключити термінал до периферійних пристроїв. Одним з таких пристроїв був синтезатор Gooch Synthetic Woodwind, який міг обробляти і синтезувати 4 голоси і передавати інформацію безпосередньо в PLATO IV. Пізніше була розроблена нова версія синтезатора, яка могла обробляти вже 16 голосів а також з'єднувати і розділяти голосу для отримання більш складних звуків. Також був створений спеціальний синтезатор мови Votrax.
Метою даної системи було навчання і розвиток музичних навичок. Так, наприклад, програма оцінювала швидкість і тембр гри, в неї були включені інтерактивні приклади, музичні диктанти. Для PLATO IV були розроблені два спеціальних музичних і текстових редактора, а також компілятор для мови, системи реєстрації для музики виконуваних файлів, програми для відтворення музики в режимі реального часу і інші музичні програми. Так PLATO стала першою системою з розширеними мультимедійними можливостями.

## PLATO V
З появою мікропроцесорів були розроблені нові, більш дешеві і володіють великими можливостями термінали. В університеті Іллінойсу вони отримали назву PLATO V, хоча системи PLATO V ніколи не існувало (вона продовжувала називатися PLATO IV). Мікропроцесори Intel 8080, вбудовані в термінали, дозволяли системі виконувати програми локально, як в наш час виконуються Java-аплети або елементи управління ActiveX, а також завантажувати невеликі модулі програмного забезпечення в термінал, щоб урізноманітнити навчальні курси за рахунок складної анімації та інших можливостей, недоступних в звичайних терміналах.
У 1972 році в університеті штату Іллінойс дослідникам компанії Xerox PARC була продемонстрована система PLATO. Були показані окремі модулі системи - такі, як програма генератора зображень для PLATO і програма для «відтворення» нових символів. Багато з цих інновацій стали надалі фундаментом для розробки інших комп'ютерних систем. Деякі з цих технологій в удосконаленому вигляді з'явилися в системі Xerox Alto, яка, в свою чергу, стала прототипом для розробок компанії Apple.
До 1975 року система PLATO, що виконувалася на суперкомп'ютері CDC Cyber 73, обслуговувала майже 150 місць, включаючи не тільки тих, хто системи PLATO III, а й гімназії, ліцеї, коледжі, університети та військові об'єкти. В PLATO IV в складі навчальних курсів пропонувалися текст, графіка і анімація. Крім того, був механізм розділяється пам'яті ( «загальні» змінні), що дозволяло за допомогою мови програмування TUTOR передавати дані між різними користувачами в реальному часі. Так стали вперше створюватися програми для чату, а також перший розрахований на багато користувачів авіасимулятор.
З появою PLATO IV Битцер заявив про її загальному успіху, стверджуючи, що його головна мета досягнута: універсальне комп'ютерне навчання тепер доступно всім. Однак термінали PLATO були занадто дорогі (близько 12 000 доларів), тому для того, щоб вважатися загальнодоступною, вартість системи PLATO повинна була бути скорочена.